# Antanas Karoblis
Antanas Karoblis (* 17. August 1940 in Daujėnai, Rajongemeinde Biržai; † 19. Juni 2007 in Kaunas) war ein litauischer sozialdemokratischer Politiker.

## Leben
Von 1946 bis 1947 lernte er in Daujėnai und von 1951 bis 1957 in Joniškėlis, von 1957 bis 1958 an der Mittelschule Panevėžys. Wegen der antisowjetischen Tätigkeit wurde er zur Vilniaus universitetas (VU) nicht aufgenommen. Nach der Korrektur der Biografie studierte er ab 1958  am Vilniaus pedagoginis institutas, aber nach zwei Monaten musste er das Institut verlassen. Von 1959 bis 1961 arbeitete er im Torfgebiet Purviai-Guodžiai bei Biržai und in Pasvalys als Arbeiter in der Melioration. 1960 war er Lehrer in der Schule Žaideliai. Von 1960 bis 1966 absolvierte er das Studium an der Mathematik-Fakultät der VU. Von 1973 bis 1990 lehrte er am Kauno politechnikos institutas, von 1989 bis 1991  Prorektor der Vytautas-Magnus-Universität in Kaunas.
Von 1990 bis 1992 war er  Mitglied  im Seimas. Von 2000 bis 2003 war er Mitglied im Rat der Rajongemeinde Kaunas.
Ab 1998 war er Mitglied der LSDP.
Sein Grab befindet sich im Friedhof Petrašiūnai.